# Jenes Kitti
Jenes Kitti (Debrecen, 19??. október 11. –) magyar színésznő

## Életpályája
A debreceni Ady Endre Gimnázium drámatagozatán érettségizett 2007-ben, a Csokonai Színházban ismerkedett meg a színészettel. A gimnázium után Kővári Juditnál tanult énekelni. 2008-2011 között a Pest Broadway Stúdió tanulója volt. 2009-től rendszeresen szerepel a Budapesti Operettszínházban. Énekelni Péter Anikónál tanul. 2023-tól a Pesti Magyar Színház tagja.
A 2019-ben készült Aladdin című mesefilmben ő volt Jázmin hercegnő magyar énekhangja.

## Fontosabb színházi munkái

### Budapesti Operettszínház
- Rómeó és Júlia (Júlia)
- Tavaszébredés (Thea)
- Erdei kalamajka (Királylány)
- Parasztopera (Baloghné)
- A régi nyár (Lulu)
- Mozart (Sophie Weber)
- Ének az esőben (Kathy Selden)
- Ördögölő Józsiás (Jázmina)
- Rómeó és Júlia (Júlia)
- A Szépség és a Szörnyeteg (Belle)
- Abigél (Nacák)
- Fame (Serena)
- Apáca show (Mary Robert nővér)
- Hegedűs a háztetőn (Cejtel)

### Madách Színház
- Liliomfi (Mariska)
- Les miserables - A nyomorultak (Cosette)
- Az operaház fantomja (Christine)

### Pesti Magyar Színház
- SunCity - a Holnap Tali! - musical (Vera)
- A kincses sziget (Fanny Osbourne/Mrs. Hawkins)
- Ezeregy éjszaka (Jázmin)
- Oliver! (Nancy, Fagin növendéke, Bill szeretője)
- A muzsika hangja (Maria Reiner)
- Valahol Európában (Suhanc/Éva)
- Jó estét nyár, jó estét szerelem (Zsuzsanna/Gyümölcsáruslány)

### Egyéb
- Puskás, a musical (Hunyadvári Erzsébet, Győri Nemzeti Színház)
- Maga lesz a férjem (Veronika, Karinthy Színház)
- Egy csók és más semmi (Annie, Bartók Kamaraszínház)
- Mágus - 1920 A káprázat születése (Eve)
- Rudolf musical (Vetsera Mária,   Győri Nemzeti Színház)

## Sorozatszerepei
- Holnap tali! (2018) ...Vera
- Keresztanyu (2021-2022) ...Rácz Mirella

## Szinkronszerepei
- Aladdin (2019) - Jázmin hercegnő (ének)
- Lunaria- Kaland a holdon (2020)- Fei fei (ének)
- Csingiling és a kalóztündér (2015)- főcímdal
- Kentaurföld (2021)-Ló
- Miracolous Katicabogár és Fekete Macska Kalandjai  A Film (2023) - Marinettte/ Katica (ének)
- Mufasa: Az oroszlánkirály (2024) - Sarabi (ének/beszéd)